# Pieter Roelofs
Pieter Roelofs is een kunsthistoricus werkzaam bij het Rijksmuseum Amsterdam als hoofd schilder- en beeldhouwkunst. Hij is gespecialiseerd in de Nederlandse schilderkunst in de Gouden Eeuw, met name Rembrandt van Rijn.
Roelofs studeerde kunstgeschiedenis aan de Radboud Universiteit in Nijmegen. Na zijn studie werkte hij onder andere als conservator bij Museum Het Valkhof in Nijmegen. Sinds 2006 is hij in dienst bij het Rijksmuseum. In 2019 leidde hij een restauratie van Rembrandt's De Nachtwacht. In 2023 is hij verantwoordelijk voor de grootste Johannes Vermeer-tentoonstelling ooit.
Roelofs is jurylid in drie kunstprogramma's op tv: Project Rembrandt, De Nieuwe Vermeer, en De Gezonken Meesters.